# Liste d'organisations basées en Antarctique
Voici une liste d'organisations basées en Antarctique .

## Organisations basées en Antarctique
- Antarctic and Southern Ocean Coalition

### Agences antarctiques
- Antarctica New Zealand

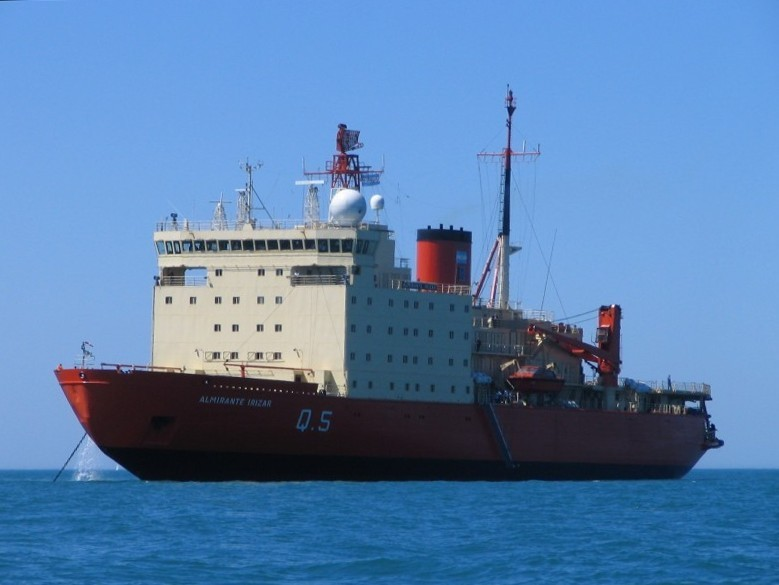
Le brise-glace ARA Almirante Irízar est la principale source d'approvisionnement des bases argentines en Antarctique depuis 1978.

- Programme antarctique national sud-africain
- Programme antarctique argentin
- Département australien de l'Antarctique
- Programme antarctique brésilien
- British Antarctic Survey[1]
- Instituto Antártico Argentino
- Instituto Antártico Chileno
- Institut polaire français Paul-Émile-Victor (IPEV)
- Programme national de recherche antarctique
- Comité des noms de lieux de l'Antarctique de la Nouvelle-Zélande
- Institut polaire norvégien
- Réseau polaire tasmanien
- Programme antarctique américain

### Musées en Antarctique

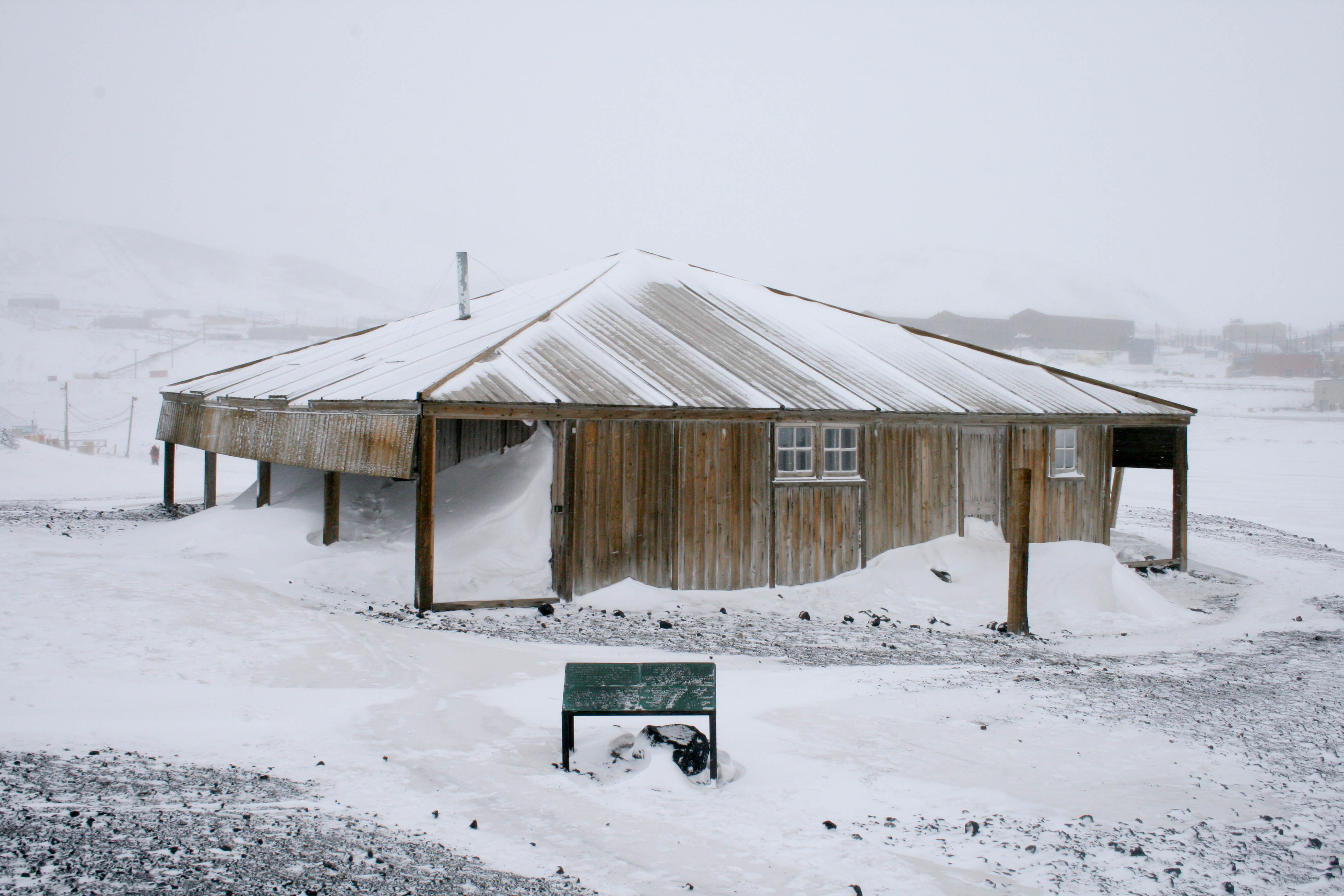
Discovery Hut en 2008, érigé en 1902 par l'expédition Discovery de Robert Falcon Scott en 1903-1907.

- Discovery Hut
- Base de Port Lockroy
- Scott's Hut
- Musée de Géorgie du Sud